# Beaufort, Hérault
Beaufort este o comună în departamentul Hérault din sudul Franței. În 2009 avea o populație de 178 de locuitori.

## Evoluția populației
| An        | 1975 | 1982 | 1990 | 1999 | 2006 | 2009 |
| --------- | ---- | ---- | ---- | ---- | ---- | ---- |
| Populație | 156  | 161  | 161  | 155  | 169  | 178  |